# Stan McKenzie
Stanley "Stan" McKenzie (Miami, Florida; 6 de octubre de 1944-21 de julio de 2021) fue un jugador de baloncesto estadounidense que disputó siete temporadas en la NBA, además de jugar previamente un año en la liga italiana. Con 1,96 metros de estatura, jugaba en la posición de escolta.

## Trayectoria deportiva

### Universidad
Jugó durante tres temporadas con los Violets de la Universidad de Nueva York, sobrepasando ampliamente los 1000 puntos totales.

### Selección nacional
Fue convocado para vestir la camiseta de la Selección de baloncesto de los Estados Unidos en los Campeonatos del Mundo de 1967 en Uruguay, donde acabaron en cuarta posición.

### Profesional
Fue elegido en la nonagésimo cuarta posición del Draft de la NBA de 1966 por Baltimore Bullets, pero tras no tener un hueco en el equipo, se marchó a jugar una temporada al Ignis Varese de la liga italiana, con los que consiguió ganar ese año la Recopa de Europa derrotando a doble partido al Maccabi Tel-Aviv, siendo el máximo anotador de su equipo en ambos partidos, consiguiendo 25 y 24 puntos respectivamente.
Al año siguiente regresó a su país para jugar por fin en los Bullets, haciéndolo en 50 partidos como suplente, en los que promedió 4,1 puntos y 2,4 rebotes. antes del inicio de la temporada 1968-69 se produjo un Draft de Expansión por la llegada de nuevos equipos a la liga, siendo elegido por los Phoenix Suns, Allí jugó una primera temporada en la que promedió 9,3 puntos y 3,1 rebotes por partido, Pero al año siguiente perdió protagonismo, jugando menos de 10 minutos por partido. A pesar de ello, logró igualar un récord de la NBA con Oscar Robertson, al intentar 16 tiros libres en un solo cuarto, en un partido ante Philadelphia 76ers.
En 1970 se produjo un nuevo Draft de Expansión al incorporarse tres equipos nuevos más a la liga, siendo elegido por los Portland Trail Blazers. En el equipo de Oregón disputó sus mejores temporadas como profesional, jugando como titular, promediando 13,7 puntos y 3,8 rebotes por partido en la primera, y 13,8 y 3,3 en la segunda.
Con la temporada 1972-73 ya comenzada, fue traspasado a Houston Rockets a cambio de Greg Smith, donde tras ser despedido poco después de comenzada la temporada siguiente, se retiraría definitivamente.

## Estadísticas de su carrera en la NBA

### Temporada regular
| Temporada | Edad | Equipo                 | Liga | P   | TIT | MIN  | TC  | TCA  | %TC  | 3P | 3PA | %3P | TL  | TLA | %TL  | R.OF. | R.DEF. | REB | ASIS | ROB | TAP | PER | FP  | PTS  |
| 1967-68   | 23   | Baltimore Bullets      | NBA  | 50  |     | 13.1 | 1.5 | 3.6  | .401 |    |     |     | 1.2 | 1.8 | .659 |       |        | 2.4 | 0.5  |     |     |     | 2.0 | 4.1  |
| 1968-69   | 24   | Phoenix Suns           | NBA  | 80  |     | 19.6 | 3.3 | 7.7  | .427 |    |     |     | 2.7 | 3.6 | .763 |       |        | 3.1 | 1.5  |     |     |     | 2.4 | 9.3  |
| 1969-70   | 25   | Phoenix Suns           | NBA  | 58  |     | 9.1  | 1.4 | 3.6  | .393 |    |     |     | 1.0 | 1.3 | .795 |       |        | 1.6 | 0.9  |     |     |     | 1.2 | 3.8  |
| 1970-71   | 26   | Portland Trail Blazers | NBA  | 82  |     | 27.9 | 4.9 | 11.0 | .441 |    |     |     | 4.0 | 4.8 | .836 |       |        | 3.8 | 2.9  |     |     |     | 2.9 | 13.7 |
| 1971-72   | 27   | Portland Trail Blazers | NBA  | 82  |     | 24.8 | 5.0 | 10.2 | .492 |    |     |     | 3.8 | 4.6 | .831 |       |        | 3.3 | 1.8  |     |     |     | 2.9 | 13.8 |
| 1972-73   | 28   | TOTAL                  | NBA  | 33  |     | 8.9  | 1.5 | 3.6  | .403 |    |     |     | 0.9 | 1.1 | .811 |       |        | 1.7 | 0.7  |     |     |     | 1.3 | 3.8  |
| 1972-73   | 28   | Portland Trail Blazers | NBA  | 7   |     | 15.3 | 1.9 | 5.1  | .361 |    |     |     | 2.0 | 2.3 | .875 |       |        | 3.0 | 1.1  |     |     |     | 2.1 | 5.7  |
| 1972-73   | 28   | Houston Rockets        | NBA  | 26  |     | 7.2  | 1.3 | 3.2  | .422 |    |     |     | 0.6 | 0.8 | .762 |       |        | 1.3 | 0.6  |     |     |     | 1.1 | 3.3  |
| 1973-74   | 29   | Houston Rockets        | NBA  | 11  |     | 10.2 | 0.6 | 2.2  | .292 |    |     |     | 0.5 | 0.7 | .750 | 0.3   | 1.2    | 1.5 | 0.5  | 0.3 | 0.0 |     | 1.5 | 1.8  |
| Total     |      |                        | NBA  | 396 |     | 18.9 | 3.2 | 7.3  | .444 |    |     |     | 2.6 | 3.2 | .802 | 0.3   | 1.2    | 2.8 | 1.5  | 0.3 | 0.0 |     | 2.3 | 9.0  |

### Playoffs
| Temp.   | Edad | Equipo       | Liga | P | MIN | TCA | TC | 3PA | 3P | TLA | TL | R.OF. | REB | ASIS | ROB | TAP | PER | FP | PTS | %TC  | %3P | %FT  | MIN  | PTS | REB | AST |
| 1969-70 | 25   | Phoenix Suns | NBA  | 7 | 71  | 8   | 29 |     |    | 4   | 5  |       | 9   | 3    |     |     |     | 14 | 20  | .276 |     | .800 | 10.1 | 2.9 | 1.3 | 0.4 |
| Total   |      |              | NBA  | 7 | 71  | 8   | 29 |     |    | 4   | 5  |       | 9   | 3    |     |     |     | 14 | 20  | .276 |     | .800 | 10.1 | 2.9 | 1.3 | 0.4 |